# Zamiaceae
Ver Cycadidae para una introducción a estos grupos
Las zamiáceas (nombre científico Zamiaceae)  son una familia de cícadas que se dividen en 9 géneros y 111 especies en regiones tropicales y cálido-templadas de África, Australia, Norte y Sudamérica. A diferencia de Cycas, su género hermano, sus megaesporangios crecen en estróbilos.

## Descripción
Introducción teórica en Terminología descriptiva de las plantas
Plantas como helechos con tallo subterráneo, o como palmeras con tallo aéreo no ramificado de hasta 18 m de alto y hojas grandes, pinadamente compuestas, agrupadas cerca del extremo del tallo. Tallo cubierto por bases foliares persistentes o desnudo. Hojas compuestas (raramente doblemente compuestas), de disposición espiralada, persistentes, con aspecto coriáceo (leathery), con o sin espinas resistentes y fuertes en el pecíolo y el raquis, las pinas planas cuando jóvenes y sin desdoblar, con numerosas venas más o menos paralelas (en Stangeria, con una vena media y numerosas venas secundarias ramificándose secundariamente), enteras, dentadas, o con espinas filosas. Microesporofilos  agregados en estróbilos compactos, con numerosos microsporangios pequeños que muchas veces están agrupados, polen "nonsaccate", con un único surco. Megaesporangios en estróbilos, 1 a muchos por planta, más o menos globosos u ovoides a cilíndricos, desintegrándose a la madurez, megaesporofilos densamente agrupados, peltados simétricamente o asimétricamente, valvados o imbricados, cada uno con 2 óvulos. Semillas grandes (1-2 o más cm de largo), más o menos redondas en el corte transversal, con una cubierta externa muchas veces brillantemente coloreada y carnosa, y una cubierta interna dura, 2 cotiledones.

## Ecología
En regiones tropicales y cálido-templadas del Nuevo Mundo, África, y Australia.
Desde suelos pobres y secos de las praderas y sabanas y bosques hasta bosques tropicales de cubierta densa.
Zamia floridana es la única cícada nativa de Estados Unidos.
Como todas las cícadas, los miembros de las zamiáceas son venenosos, produciedo tóxicos como las cicasinas.
Los estróbilos de las semillas de esta familia están entre los más grandes y pesados estructuras reproductivas de las plantas, pesando hasta 40 kg y midiendo hasta 60 cm de largo y 30 cm de ancho. Las semillas también son bastante grandes, hasta 4 cm de largo.
Zamia se distribuye en un amplio rango, es morfológicamente diversa, y tiene numerosas especies. Los escarabajos comedores de polen son los responsables de polinizar a Zamia en Florida y México. La liberación de aceite o "té de Canadá" (wintergreen) aparentemente atrae a los escarabajos a los estróbilos microsporangiados, los que proveen un sitio para la postura de huevos y comida para los adultos y las larvas. Los escarabajos adultos comen el polen y quedan cubiertos por él. La polinización ocurre cuando los adultos cubiertos de polen van a los estróbilos megasporangiados.

## Filogenia
Algunos datos moleculares sugieren una relación entre Zamia, Microcycas, y Ceratozamia, y estos tres géneros comparten los megaesporofilos valvados y las pinas articuladas (probablemente sinapomorfías).
Zamia es inusual en tener especies con muy diferente número de cromosomas, y la delimitación de las especies es muy dificultosa en este género.
Se ha postulado que las relaciones entre géneros son las siguientes:
|  | \| \| Lepidozamia \| \| \| \| \| \| Encephalartos \| \| \| \| |
|  |                                                               |
|  | Macrozamia                                                    |
|  |                                                               |
|  | Lepidozamia                                                   |
|  |                                                               |
|  | Encephalartos                                                 |
|  |                                                               |

|  | Lepidozamia   |
|  |               |
|  | Encephalartos |
|  |               |

|  | \| \| Lepidozamia \| \| \| \| \| \| Encephalartos \| \| \| \| |
|  |                                                               |
|  | Macrozamia                                                    |
|  |                                                               |
|  | Lepidozamia                                                   |
|  |                                                               |
|  | Encephalartos                                                 |
|  |                                                               |

|  | Lepidozamia   |
|  |               |
|  | Encephalartos |
|  |               |

|  | \| \| Lepidozamia \| \| \| \| \| \| Encephalartos \| \| \| \| |
|  |                                                               |
|  | Macrozamia                                                    |
|  |                                                               |
|  | Lepidozamia                                                   |
|  |                                                               |
|  | Encephalartos                                                 |
|  |                                                               |

|  | Lepidozamia   |
|  |               |
|  | Encephalartos |
|  |               |

|  | \| \| Lepidozamia \| \| \| \| \| \| Encephalartos \| \| \| \| |
|  |                                                               |
|  | Macrozamia                                                    |
|  |                                                               |
|  | Lepidozamia                                                   |
|  |                                                               |
|  | Encephalartos                                                 |
|  |                                                               |

|  | Lepidozamia   |
|  |               |
|  | Encephalartos |
|  |               |

|  | \| \| Zamia \| \| \| \| \| \| Microcycas \| \| \| \| |
|  |                                                      |
|  | Ceratozamia                                          |
|  |                                                      |
|  | Zamia                                                |
|  |                                                      |
|  | Microcycas                                           |
|  |                                                      |

|  | Zamia      |
|  |            |
|  | Microcycas |
|  |            |

|  | \| \| Lepidozamia \| \| \| \| \| \| Encephalartos \| \| \| \| |
|  |                                                               |
|  | Macrozamia                                                    |
|  |                                                               |
|  | Lepidozamia                                                   |
|  |                                                               |
|  | Encephalartos                                                 |
|  |                                                               |

|  | Lepidozamia   |
|  |               |
|  | Encephalartos |
|  |               |

|  | \| \| Lepidozamia \| \| \| \| \| \| Encephalartos \| \| \| \| |
|  |                                                               |
|  | Macrozamia                                                    |
|  |                                                               |
|  | Lepidozamia                                                   |
|  |                                                               |
|  | Encephalartos                                                 |
|  |                                                               |

|  | Lepidozamia   |
|  |               |
|  | Encephalartos |
|  |               |

|  | \| \| Lepidozamia \| \| \| \| \| \| Encephalartos \| \| \| \| |
|  |                                                               |
|  | Macrozamia                                                    |
|  |                                                               |
|  | Lepidozamia                                                   |
|  |                                                               |
|  | Encephalartos                                                 |
|  |                                                               |

|  | Lepidozamia   |
|  |               |
|  | Encephalartos |
|  |               |

|  | \| \| Lepidozamia \| \| \| \| \| \| Encephalartos \| \| \| \| |
|  |                                                               |
|  | Macrozamia                                                    |
|  |                                                               |
|  | Lepidozamia                                                   |
|  |                                                               |
|  | Encephalartos                                                 |
|  |                                                               |

|  | Lepidozamia   |
|  |               |
|  | Encephalartos |
|  |               |

|  | \| \| Zamia \| \| \| \| \| \| Microcycas \| \| \| \| |
|  |                                                      |
|  | Ceratozamia                                          |
|  |                                                      |
|  | Zamia                                                |
|  |                                                      |
|  | Microcycas                                           |
|  |                                                      |

|  | Zamia      |
|  |            |
|  | Microcycas |
|  |            |

|  | \| \| Lepidozamia \| \| \| \| \| \| Encephalartos \| \| \| \| |
|  |                                                               |
|  | Macrozamia                                                    |
|  |                                                               |
|  | Lepidozamia                                                   |
|  |                                                               |
|  | Encephalartos                                                 |
|  |                                                               |

|  | Lepidozamia   |
|  |               |
|  | Encephalartos |
|  |               |

|  | \| \| Lepidozamia \| \| \| \| \| \| Encephalartos \| \| \| \| |
|  |                                                               |
|  | Macrozamia                                                    |
|  |                                                               |
|  | Lepidozamia                                                   |
|  |                                                               |
|  | Encephalartos                                                 |
|  |                                                               |

|  | Lepidozamia   |
|  |               |
|  | Encephalartos |
|  |               |

|  | \| \| Lepidozamia \| \| \| \| \| \| Encephalartos \| \| \| \| |
|  |                                                               |
|  | Macrozamia                                                    |
|  |                                                               |
|  | Lepidozamia                                                   |
|  |                                                               |
|  | Encephalartos                                                 |
|  |                                                               |

|  | Lepidozamia   |
|  |               |
|  | Encephalartos |
|  |               |

|  | \| \| Lepidozamia \| \| \| \| \| \| Encephalartos \| \| \| \| |
|  |                                                               |
|  | Macrozamia                                                    |
|  |                                                               |
|  | Lepidozamia                                                   |
|  |                                                               |
|  | Encephalartos                                                 |
|  |                                                               |

|  | Lepidozamia   |
|  |               |
|  | Encephalartos |
|  |               |

|  | \| \| Zamia \| \| \| \| \| \| Microcycas \| \| \| \| |
|  |                                                      |
|  | Ceratozamia                                          |
|  |                                                      |
|  | Zamia                                                |
|  |                                                      |
|  | Microcycas                                           |
|  |                                                      |

|  | Zamia      |
|  |            |
|  | Microcycas |
|  |            |

|  | \| \| Lepidozamia \| \| \| \| \| \| Encephalartos \| \| \| \| |
|  |                                                               |
|  | Macrozamia                                                    |
|  |                                                               |
|  | Lepidozamia                                                   |
|  |                                                               |
|  | Encephalartos                                                 |
|  |                                                               |

|  | Lepidozamia   |
|  |               |
|  | Encephalartos |
|  |               |

|  | \| \| Lepidozamia \| \| \| \| \| \| Encephalartos \| \| \| \| |
|  |                                                               |
|  | Macrozamia                                                    |
|  |                                                               |
|  | Lepidozamia                                                   |
|  |                                                               |
|  | Encephalartos                                                 |
|  |                                                               |

|  | Lepidozamia   |
|  |               |
|  | Encephalartos |
|  |               |

|  | \| \| Lepidozamia \| \| \| \| \| \| Encephalartos \| \| \| \| |
|  |                                                               |
|  | Macrozamia                                                    |
|  |                                                               |
|  | Lepidozamia                                                   |
|  |                                                               |
|  | Encephalartos                                                 |
|  |                                                               |

|  | Lepidozamia   |
|  |               |
|  | Encephalartos |
|  |               |

|  | \| \| Lepidozamia \| \| \| \| \| \| Encephalartos \| \| \| \| |
|  |                                                               |
|  | Macrozamia                                                    |
|  |                                                               |
|  | Lepidozamia                                                   |
|  |                                                               |
|  | Encephalartos                                                 |
|  |                                                               |

|  | Lepidozamia   |
|  |               |
|  | Encephalartos |
|  |               |

|  | \| \| Zamia \| \| \| \| \| \| Microcycas \| \| \| \| |
|  |                                                      |
|  | Ceratozamia                                          |
|  |                                                      |
|  | Zamia                                                |
|  |                                                      |
|  | Microcycas                                           |
|  |                                                      |

|  | Zamia      |
|  |            |
|  | Microcycas |
|  |            |

|  | \| \| Lepidozamia \| \| \| \| \| \| Encephalartos \| \| \| \| |
|  |                                                               |
|  | Macrozamia                                                    |
|  |                                                               |
|  | Lepidozamia                                                   |
|  |                                                               |
|  | Encephalartos                                                 |
|  |                                                               |

|  | Lepidozamia   |
|  |               |
|  | Encephalartos |
|  |               |

|  | \| \| Lepidozamia \| \| \| \| \| \| Encephalartos \| \| \| \| |
|  |                                                               |
|  | Macrozamia                                                    |
|  |                                                               |
|  | Lepidozamia                                                   |
|  |                                                               |
|  | Encephalartos                                                 |
|  |                                                               |

|  | Lepidozamia   |
|  |               |
|  | Encephalartos |
|  |               |

|  | \| \| Lepidozamia \| \| \| \| \| \| Encephalartos \| \| \| \| |
|  |                                                               |
|  | Macrozamia                                                    |
|  |                                                               |
|  | Lepidozamia                                                   |
|  |                                                               |
|  | Encephalartos                                                 |
|  |                                                               |

|  | Lepidozamia   |
|  |               |
|  | Encephalartos |
|  |               |

|  | \| \| Lepidozamia \| \| \| \| \| \| Encephalartos \| \| \| \| |
|  |                                                               |
|  | Macrozamia                                                    |
|  |                                                               |
|  | Lepidozamia                                                   |
|  |                                                               |
|  | Encephalartos                                                 |
|  |                                                               |

|  | Lepidozamia   |
|  |               |
|  | Encephalartos |
|  |               |

|  | \| \| Zamia \| \| \| \| \| \| Microcycas \| \| \| \| |
|  |                                                      |
|  | Ceratozamia                                          |
|  |                                                      |
|  | Zamia                                                |
|  |                                                      |
|  | Microcycas                                           |
|  |                                                      |

|  | Zamia      |
|  |            |
|  | Microcycas |
|  |            |

|  | \| \| Lepidozamia \| \| \| \| \| \| Encephalartos \| \| \| \| |
|  |                                                               |
|  | Macrozamia                                                    |
|  |                                                               |
|  | Lepidozamia                                                   |
|  |                                                               |
|  | Encephalartos                                                 |
|  |                                                               |

|  | Lepidozamia   |
|  |               |
|  | Encephalartos |
|  |               |

|  | \| \| Lepidozamia \| \| \| \| \| \| Encephalartos \| \| \| \| |
|  |                                                               |
|  | Macrozamia                                                    |
|  |                                                               |
|  | Lepidozamia                                                   |
|  |                                                               |
|  | Encephalartos                                                 |
|  |                                                               |

|  | Lepidozamia   |
|  |               |
|  | Encephalartos |
|  |               |

|  | \| \| Lepidozamia \| \| \| \| \| \| Encephalartos \| \| \| \| |
|  |                                                               |
|  | Macrozamia                                                    |
|  |                                                               |
|  | Lepidozamia                                                   |
|  |                                                               |
|  | Encephalartos                                                 |
|  |                                                               |

|  | Lepidozamia   |
|  |               |
|  | Encephalartos |
|  |               |

|  | \| \| Lepidozamia \| \| \| \| \| \| Encephalartos \| \| \| \| |
|  |                                                               |
|  | Macrozamia                                                    |
|  |                                                               |
|  | Lepidozamia                                                   |
|  |                                                               |
|  | Encephalartos                                                 |
|  |                                                               |

|  | Lepidozamia   |
|  |               |
|  | Encephalartos |
|  |               |

|  | \| \| Zamia \| \| \| \| \| \| Microcycas \| \| \| \| |
|  |                                                      |
|  | Ceratozamia                                          |
|  |                                                      |
|  | Zamia                                                |
|  |                                                      |
|  | Microcycas                                           |
|  |                                                      |

|  | Zamia      |
|  |            |
|  | Microcycas |
|  |            |

|  | \| \| Lepidozamia \| \| \| \| \| \| Encephalartos \| \| \| \| |
|  |                                                               |
|  | Macrozamia                                                    |
|  |                                                               |
|  | Lepidozamia                                                   |
|  |                                                               |
|  | Encephalartos                                                 |
|  |                                                               |

|  | Lepidozamia   |
|  |               |
|  | Encephalartos |
|  |               |

|  | \| \| Lepidozamia \| \| \| \| \| \| Encephalartos \| \| \| \| |
|  |                                                               |
|  | Macrozamia                                                    |
|  |                                                               |
|  | Lepidozamia                                                   |
|  |                                                               |
|  | Encephalartos                                                 |
|  |                                                               |

|  | Lepidozamia   |
|  |               |
|  | Encephalartos |
|  |               |

|  | \| \| Lepidozamia \| \| \| \| \| \| Encephalartos \| \| \| \| |
|  |                                                               |
|  | Macrozamia                                                    |
|  |                                                               |
|  | Lepidozamia                                                   |
|  |                                                               |
|  | Encephalartos                                                 |
|  |                                                               |

|  | Lepidozamia   |
|  |               |
|  | Encephalartos |
|  |               |

|  | \| \| Lepidozamia \| \| \| \| \| \| Encephalartos \| \| \| \| |
|  |                                                               |
|  | Macrozamia                                                    |
|  |                                                               |
|  | Lepidozamia                                                   |
|  |                                                               |
|  | Encephalartos                                                 |
|  |                                                               |

|  | Lepidozamia   |
|  |               |
|  | Encephalartos |
|  |               |

|  | \| \| Zamia \| \| \| \| \| \| Microcycas \| \| \| \| |
|  |                                                      |
|  | Ceratozamia                                          |
|  |                                                      |
|  | Zamia                                                |
|  |                                                      |
|  | Microcycas                                           |
|  |                                                      |

|  | Zamia      |
|  |            |
|  | Microcycas |
|  |            |

|  | \| \| Lepidozamia \| \| \| \| \| \| Encephalartos \| \| \| \| |
|  |                                                               |
|  | Macrozamia                                                    |
|  |                                                               |
|  | Lepidozamia                                                   |
|  |                                                               |
|  | Encephalartos                                                 |
|  |                                                               |

|  | Lepidozamia   |
|  |               |
|  | Encephalartos |
|  |               |

|  | \| \| Lepidozamia \| \| \| \| \| \| Encephalartos \| \| \| \| |
|  |                                                               |
|  | Macrozamia                                                    |
|  |                                                               |
|  | Lepidozamia                                                   |
|  |                                                               |
|  | Encephalartos                                                 |
|  |                                                               |

|  | Lepidozamia   |
|  |               |
|  | Encephalartos |
|  |               |

|  | \| \| Lepidozamia \| \| \| \| \| \| Encephalartos \| \| \| \| |
|  |                                                               |
|  | Macrozamia                                                    |
|  |                                                               |
|  | Lepidozamia                                                   |
|  |                                                               |
|  | Encephalartos                                                 |
|  |                                                               |

|  | Lepidozamia   |
|  |               |
|  | Encephalartos |
|  |               |

|  | \| \| Lepidozamia \| \| \| \| \| \| Encephalartos \| \| \| \| |
|  |                                                               |
|  | Macrozamia                                                    |
|  |                                                               |
|  | Lepidozamia                                                   |
|  |                                                               |
|  | Encephalartos                                                 |
|  |                                                               |

|  | Lepidozamia   |
|  |               |
|  | Encephalartos |
|  |               |

|  | \| \| Zamia \| \| \| \| \| \| Microcycas \| \| \| \| |
|  |                                                      |
|  | Ceratozamia                                          |
|  |                                                      |
|  | Zamia                                                |
|  |                                                      |
|  | Microcycas                                           |
|  |                                                      |

|  | Zamia      |
|  |            |
|  | Microcycas |
|  |            |

Bowenia, que posee sólo 2 o 3 especies confinadas a las regiones tropicales del noreste de Australia, es único entre las cícadas en sus hojas bipinadamente compuestas. Este género ha sido ubicado en otros sistemas en su propia familia o unido con Stangeria, que crece naturalmente sólo en el sur de África y contiene sólo una especie, en la familia Stangeriaceae. Stangeria es excepcional en la familia por la venación de sus hojas. Los datos moleculares analizados hasta la fecha (2007) claramente ubican a estos dos géneros dentro de Zamiaceae pero no están claras las relaciones entre ellos y con otros miembros de la familia.

## Taxonomía
Introducción teórica en Taxonomía
9 géneros, 111 especies. Los géneros más representados son Encephalartos (35 especies), Zamia (35 especies), Macrozamia (14 especies), Ceratozamia (10 especies) y Dioon (10 especies).

### Clasificación según Christenhuszet al. (2011)
La clasificación, según Christenhusz et al. 2011, que también provee una secuencia lineal de gimnospermas hasta género:
Familia 2. Zamiaceae Horan., Prim. Lin. Syst. Nat.: 45 (1834). Tipo: Zamia L.
9 géneros, cerca de 206 especies, África tropical y subtropical, Australia y América. El árbol filogenético seguido aquí es el de Zgurski et al. (2008). Sinónimos: Encephalartaceae Schimp. & Schenk en K.A. Zittel, Handb. Palaeontol., Palaeophyt. 2: 215 (1880). Tipo: Encephalartos Lehm. Stangeriaceae Schimp. & Schenk en K.A. Zittel, Handb. Palaeontol., Palaeophyt.: 216 (1880). Tipo: Stangeria T.Moore. Boweniaceae D.W.Stev., Amer. J. Bot. 68: 1114 (1981). Tipo: Bowenia  Hook.f. Dioaceae Doweld, Tent.  Syst. Pl. Vasc.: xv. (2001). Tipo: Dioon Lindl. Microcycadaceae Tarbaeva,  Anat.-Morf.  Str. Sem. Cycad.: 19 (1991). Tipo: Microcycas (Miq.) A.DC.
- 2.1. Dioon Lindl., Edwards's Bot. Reg. 29 (Misc.): 59 (1843), como ' Dion ', nom. et orth. cons. Tipo: D. edule Lindl.  Sinónimos: Platyzamia Zucc., Abh. Math. -Phys. Cl. Königl. Bayer.  Akad. Wiss. 4(2): 23 (1845). Tipo: P. rigida Zucc.

- 2.2. Bowenia Hook.f., Bot. Mag. 89: adt. 5398 (1863). Tipo: B. spectabilis Hook.f.

- 2.3. Macrozamia Miq., Monogr. Cycad. 35 (1842). Tipo: M. spiralis (Salisb.) Miq. (≡ Zamia spiralis Salisb.)

- 2.4. Lepidozamia Regel, Bull. Soc. Imp. Naturalistes Moscou 30: 182 (1857). Tipo: L. peroffskyana Regel. Sinónimo: Catakidozamia W.Hill, Gard. Chron. 1865: 1107 (1865). Tipo: C. hopei W.Hill

- 2.5. Encephalartos Lehm., Nov. Stirp Pug. 6: 3 (1834). Tipo: E. caffer (Thunb.) Lehm. (≡ Cycas caffra Thunb.)

- 2.6. Stangeria T.Moore, Hooker's J. Bot. Kew Gard. Misc. 5: 228 (1853). Tipo: S. paradoxa T.Moore

- 2.7. Ceratozamia Brongn., Ann. Sci. Nat. Bot., ser. 3, 5: 7 (1846). Tipo: C. mexicana Brongn.

- 2.8. Microcycas (Miq.) A.DC., Prodr. 16: 538 (1868). Tipo: M. calocoma (Miq.) A.DC. (≡ Zamia calocoma Miq.)

- 2.9. Zamia L., Sp. Pl., ed. 2, 2: 1659 (1763), nom. cons. Tipo: Z. pumila L. Sinónimos: Palma-Filix Adans., Fam. 2: 21, 587 (1763), nom. rej. Aulacophyllum Regel, Gartenflora  25: 140 (1876). Tipo: A. skinneri (Warsz.) Regel (≡ Zamia skinneri Warsz.) Palmifolium Kuntze, Rev. Gen. 2: 803 (1891), nom. illeg. (≡  Palma-Filix Adans., nom. rej. ≡ Zamia L., nom. cons.) Chigua D.W.Stev., Mem. New York Bot. Gard. 57: 170 (1990). Tipo: C. restrepoi D.W.Stev. (≡ Zamia restrepoi (D.W.Stev.) A.J.Lindstr.), ver Lindstrom (2009).

## Importancia económica
Muchas especies se cultivan como ornamentales en climas cálidos y como plantas de interior.
Como en Cycas, el tallo y las semillas de muchas Zamiaceae son una fuente de almidón de sago. Antes de consumirlo se requiere hervir y lavar para remover los glicósidos tóxicos cicasina y macrozamina.